# Robert et Monique Isnardon
Pour les articles homonymes, voir Isnardon.
Robert (1918-1988) et Monique Isnardon (1919-2021) forment un couple de techniciens spécialisés dans le montage cinématographique depuis la Seconde Guerre mondiale. Ils ont à leur actif le montage de près d'une centaine de films français, dont certains furent non seulement des succès commerciaux, mais aussi des classiques du cinéma français.

## Biographie
Robert (Léon, René) Isnardon, né le 23 octobre 1918, (à Cognin en Savoie) et décédé le 29 avril 1988 à Issy-les-Moulineaux, commença sa carrière professionnelle après la Seconde Guerre mondiale. Dès 1946, il devient monteur pour le film d'Yvan Noé, Une femme coupée en morceaux. Il enchaîna ensuite avec un film de Maurice Labro Les enfants mènent l'enquête en 1947. Il continua, les années suivantes, à être monteur pour d'autres films de Labro et de Noé, puis pour d'autres réalisateurs, tels que Claude Zidi, Édouard Molinaro, Michel Audiard, Jean Giono, Georges Lampin ou encore Marcel Jullian. En 1948, il devint chef-monteur pour le film Une mort sans importance d'Yvan Noé.
Monique Isnardon (née Simone -Jeanne, Émilie- BUISSON le 21 décembre 1919 à Brest (Bretagne), décédée à 101 ans le 4 mars 2021 à 23 h 45, à Issy-les-Moulineaux comme Monsieur) commença sa carrière de monteuse en 1949 dans le film de Maurice Labro, L'Héroïque Mr Boniface au côté de Robert Isnardon. En 1963, elle est chef-monteuse pour le film d'Yves Robert Bébert et l'omnibus. En 1965, elle devient directrice de la photographie pour le film Baraka sur X-13 de Maurice Cloche.
Monique et Robert Isnardon collaboreront ainsi ensemble, pendant 37 ans, sur les mêmes films jusqu'en 1986. Ils étaient appréciés dans la profession pour leur professionnalisme et la diligence de leur travail, toujours donné dans les temps pour pouvoir ensuite permettre la création des nombreuses copies cinématographiques.
Ils terminèrent leur carrière professionnelle sur deux dessins animés et succès populaires, Astérix chez les Bretons en 1986 et l'année précédente, Astérix et la Surprise de César en 1985.
Parmi leurs très nombreux montages, La Cage aux folles, La Zizanie, La Course à l'échalote, L'Aile ou la Cuisse, La moutarde me monte au nez, Hibernatus, Oscar, La Tour, prends garde !, Crésus, L'Homme pressé, Elle cause plus... elle flingue, Elle boit pas, elle fume pas, elle drague pas, mais... elle cause !, Mon oncle Benjamin, Faut pas prendre les enfants du bon Dieu pour des canards sauvages, L'Été de nos quinze ans ou L'Amour en douce, L'Emmerdeur, etc.